# Henrettelsen
Henrettelsen je dánský němý film z roku 1903. Režisérem je Peter Elfelt (1866–1931). Film byl původně dlouhý 40 metrů, ale dochovalo se jen 25. Film byl inspirován skutečnými událostmi ve Francii.

## Děj
Žena, usvědčená z vraždy svých deseti dětí, je odsouzena k trestu smrti gilotinou.

## Obsazení
| Franciska Nathansen | vražedkyně |
| Victor Betzonich    |            |